# Daniel McCartney
Daniel McCartney (10 de Setembro de 1817 - 15 de Novembro de 1887) foi um americano que tinha o que é conhecido hoje como HSAM - Highly Autobiographical Memory, ou simplesmente Hipertimesia.
McCartney nasceu no condado de Westmoreland, na Pensilvânia . Ele era legalmente cego e morou com parentes durante toda sua vida. Durante grande parte de sua vida, ele residiu em Morrow County, Ohio, antes de seus últimos dias em Muscatine, Iowa. Nunca se casou.
McCartney era famoso por sua habilidade mental em duas áreas específicas. Primeiro, ele se lembrava de todos os dias da sua vida, dos nove anos até sua morte. Dada qualquer data específica do calendário, McCartney em segundos poderia dar o dia da semana, descrever as condições do tempo, o que fez durante o dia, o que comeu durante o dia e fornecer detalhes sobre eventos locais, regionais e nacionais daquele dia. Em um caso atual semelhante ao de McCartney, o conhecido neurobiólogo James McGaugh, da Universidade da Califórnia em Irvine, um dos maiores especialistas mundiais em memória humana, relata uma mulher, Jill Price, com a incrível capacidade de lembrar claramente eventos que ocorreram em suas décadas passadas. McGaugh rotula essa habilidade única como Hipertimésia (National Public Radio, 2006). McCartney, no entanto, também tinha uma segunda capacidade mental: cálculo matemático.
McCartney podia calcular mentalmente cálculos matemáticos difíceis em segundos, e extremamente difíceis em minutos. McCartney foi testado várias vezes por painéis de matemáticos universitários nos quais recebeu uma bateria de perguntas matemáticas. Em um desses exames em Julho de 1870, em Salem, Ohio, McCartney foi solicitado a elevar 89 para a sexta potência, o que ele calculou mentalmente em dez minutos, dando a resposta correta de 496.981.290.961. Em outro exame, ele foi solicitado a fornecer a raiz cúbica de 4.741.632, para o qual ele respondeu corretamente em três minutos (168); e de 389.017 para o qual ele respondeu corretamente em quinze segundos (73).
Ocasionalmente, sessões especiais para o público em geral foram realizadas para testemunhar exames mentais das habilidades únicas de McCartney. Durante essas exibições públicas, ele estava sempre correto em suas respostas e forneceria uma resposta em questão de segundos para o espanto do público.
Ele morreu aos 70 anos em Wilton, Iowa. McCartney foi relatado como uma das grandes calculadoras humanas da história (Henkle, 1871). 